# Scène de vie
Scène de vie ist das zweite Studioalbum der französischen Sängerin Patricia Kaas.

## Über das Album
Scène de vie stand zehn Wochen lang auf Platz 1 der französischen Charts und erhielt wie zuvor Mademoiselle chante… Diamantstatus. Bessie ist eine Hommage an die schwarze US-amerikanische Bluessängerin Bessie Smith (1894 - 1937), deren Todesumstände ungeklärt blieben, was (Theorie des Verblutens vor einem Krankenhaus für Weiße) im Lied thematisiert wird. L'enterrement de Sidney Bechet erinnert an den 1959 bei Paris verstorbenen Jazzmusiker Sidney Bechet. Das ausgekoppelte Kennedy Rose, ein Lied über Rose Kennedy, erreichte Platz 34 der französischen Singlecharts.

## Titelliste
1. Générique (François Bernheim) (1:00)
2. Les mannequins d’osier (François Bernheim, Didier Barbelivien) (3:51)
3. L’heure du Jazz (François Bernheim, Didier Barbelivien) (3:59)
4. (Où vont les) Cœurs brisés (Charles France, Thierry Delianis) (3:22)
5. Regarde les riches (Didier Barbelivien, François Bernheim) (3:41)
6. Les hommes qui passent (François Bernheim, Didier Barbelivien) (3:46)
7. Bessie (Frank Langolff, Pierre Grosz) (4:07)
8. Tropic Blues Bar (Jerry Lipkins, Joëlle Kopf) (4:00)
9. L’enterrement de Sidney Bechet (François Bernheim, Didier Barbelivien) (3:07)
10. Kennedy Rose (François Bernheim, Didier Barbelivien, Elisabeth Depardieu) (3:21)
11. Une dernière semaine à New York (François Bernheim, Didier Barbelivien) (3:04)
12. Patou Blues (François Bernheim, Didier Barbelivien) (3:51)
13. Générique (orchestral) (François Bernheim) (1:00)